# Skarsvåg
Skarsvåg er et fiskevær i Nordkap kommune i Troms og Finnmark fylke i Norge. Den ligger ved Europavej E69 og Risfjorden på den nordøstlige side af øen Magerøya, 14 kilometer fra den yderste del af Nordkapplateauet. Stedet har cirka 60 indbyggere og en kirke med plads til 60 personer, der blev indviet i 1961.
Skarsvåg er den nærmeste bebyggelse til Nordkapplateauet, som har et betydeligt antal besøgende turister. I Skarsvåg findes hotel og flere campingpladser. 2½ kilometer syd for Skarsvåg ligger Kirkeporten, et hul i en klippeskrænt med form som en flere meter bred port.